# Saxifraga nevadensis
Saxifraga nevadensis là một loài thực vật có hoa trong họ Saxifragaceae. Loài này được Boiss. miêu tả khoa học đầu tiên năm 1856.